# Comuna Slobidka-Rîhtivska, Camenița
Slobidka-Rîhtivska (în ucraineană Слобідка-Рихтівська) este o comună în raionul Camenița, regiunea Hmelnîțkîi, Ucraina, formată din satele Kizea-Kudrînețka, Milivți, Slobidka-Rîhtivska (reședința) și Vilne.

## Demografie
Componența lingvistică a comunei Slobidka-Rîhtivska
     Ucraineană (98,73%)
     Alte limbi (1,09%)
Conform recensământului din 2001, majoritatea populației comunei Slobidka-Rîhtivska era vorbitoare de ucraineană (98,73%), existând în minoritate și vorbitori de alte limbi.